# Kaowiec
Kaowiec (od skrótowca KO – kulturalno-oświatowy) – w PRL instruktor kulturalno-oświatowy. Osoba, która na różnych imprezach (bale, wieczorki zapoznawcze, wycieczki, wczasy, grzybobrania) miała dbać o odpowiedni poziom rozrywki.
Własnego kaowca zatrudniały większe zakłady pracy, jak również wszystkie ośrodki wypoczynkowe.
Współczesnym odpowiednikiem kaowca jest animator czasu wolnego, jego zadania może realizować również wodzirej, DJ lub konferansjer.

## Nawiązania w kulturze
W rolę samozwańczego kaowca wcielił się Stanisław Tym w filmie Marka Piwowskiego „Rejs” z roku 1970.